# Oliganthropie
L'oliganthropie (étymologiquement « la disette d'humains ») désigne la décroissance démographique extrême d'une population humaine, menaçant cette dernière d'extinction.
Ce concept est couramment utilisé par les historiens de la Grèce antique, particulièrement dans les textes traitant des problèmes démographiques de l'ancienne Sparte. Mais on le trouve également chez des spécialistes d'autres périodes de l'histoire.
Le concept et le mot (ὀλιγανθϱωπία) sont déjà présents chez les auteurs de l'Antiquité, par exemple Polybe, qui déclare : « De nos jours, dans la Grèce entière règnent le manque d'enfants et l'oliganthropie, en sorte que les villes sont vidées et que les terres restent en friche, bien qu'il n'y ait pas eu de longues guerres ni d'épidémies ». 

## Causes de l'oliganthropie
Parmi les causes de l'oliganthropie qui sont mises en avant par les historiens et qui peuvent être différentes suivant les contextes historiques, on trouve :
- l'organisation politique et sociale. Une société fermée comme celle de Sparte ne permet pas de compenser la surmortalité due en particulier aux pertes humaines pendant les guerres[4]. De plus, l'organisation sociale a favorisé la concentration des terres et Sparte a fini par manquer d'hommes pourvus d'assez de terres pour avoir les moyens de faire face aux frais de leurs obligations militaires[5].
- les pandémies. Par exemple, l'Espagne du XVIIe siècle doit faire face à toute une série de pandémies (notamment de peste bubonique)[6].
- les guerres ou les conflits intérieurs. À la bataille de Leuctres, en 371 av. J.-C., c'est probablement plus d'un quart des citoyens de Sparte qui périssent[4].
- les catastrophes naturelles, telles que le tremblement de terre de 464 av. J.-C. qui détruit Sparte ; l'effondrement du gymnase tue une grande partie des jeunes citoyens[7].